# SToa (Band)
sToa ist eine Neoklassik-Band, die 1991 gegründet wurde.

## Geschichte
Die Band wurde 1991 durch den Hallenser Musikwissenschaft- und Philosophiestudent Olaf Parusel gegründet. 1992 erschien der erste Song namens „sToa“ auf der von Hyperium Records veröffentlichten Compilation „From Hypnotic to Hypersonic“. Auf demselben Label erschienen die CDs „Urthona“ (1993) und „Porta VIII“ (1994) mit Conny Levrow als Sängerin. Anschließend wurde es ruhig um das Projekt.
Anfang 2002 wurde die CD „Zal“ auf dem mexikanischen Label Samadhi Records veröffentlicht, danach auch bei Alice in... in Deutschland. Auf diesem Werk ist erstmals die Sängerin Antje Buchheiser zu hören. Das Album erreichte diverse Chart-Platzierungen in Mexiko, Russland und Deutschland. Das vierte Album „Silmand“ erschien 2008. Darauf singen Mandy Bernhardt, Louisa John-Krol, Pieter Nooten und Ralf Jehnert.
sToa hat vor allem in Ländern wie Mexiko, Russland und China Erfolg. Live spielte die Band mehrfach beim Wave-Gotik-Treffen im Völkerschlachtdenkmal in Leipzig und über das Goethe-Institut auch in Mexiko. Die Texte der Band sind häufig philosophischer Natur. Olaf Parusel arbeitet auch als Filmkomponist. Die abweichende Groß-Klein-Schreibweise des Bandnamens wurde laut Olaf Parusel vom Design der ersten CDs übernommen.

## Diskografie
- 1992: Urthona (lateinische u. englische Texte)
- 1994: Porta VIII (lateinische Texte)
- 2001: Zal (verschiedensprachige Texte u. a. lat., engl., franz., jap.)
- 2008: Silmand (verschiedensprachige Texte u. a. engl., franz., Dari)